# 抗美援朝纪念馆
抗美援朝纪念馆，是一所位于中华人民共和国辽宁省丹东市的专题纪念馆。纪念馆始建于1958年，其前身为1953年建立的辽东省地质博物馆筹备处。该馆陈列中国参与抗美援朝战争和相关运动的历史文物，此外还展有一些其他时期的历史文物，是国家一级博物馆。

## 历史
该纪念馆的前身是1953年8月成立的辽东省地质博物馆筹备处，1954年改为“安东市历史文物陈列馆”，1958年该馆从回国的中国人民志愿军征集到一大批前方文物等，该年9月该馆改名为“安东抗美援朝纪念馆”，1965年1月，安东市改名为丹东市，纪念馆随之改名为“丹东抗美援朝纪念馆”；1966年“文化大革命”开始后，纪念馆曾一度闭馆，1972年中共丹东市委决定复馆；1990年10月中共中央、中华人民共和国国务院、中央军委批准该馆扩建，1993年在英华山新建成了抗美援朝纪念馆，是中国唯一的抗美援朝专题纪念馆，已不是地方性纪念馆，故将原馆名中“丹东”二字去掉，更名为“抗美援朝纪念馆”，该年7月新建的抗美援朝纪念馆正式开馆，时任中共中央总书记江泽民为该馆题词，胡锦涛、陈慕华、迟浩田、洪学智参加了开馆典礼。
1990年10月，抗美援朝纪念馆新馆在英华山中国人民志愿军第十三兵团炮兵指挥所旧址奠基。此前，中国人民志愿军第十三兵团炮兵指挥所旧址在1988年入选第四批辽宁省文物保护单位。指挥所旧址被划归纪念馆管理。
2008年5月16日，由國家文物局列入國家一級博物館。2013年5月，降為國家二級博物館。
该馆2014年開始改建扩建工程而暂时關閉，2020年9月19日，该馆重新開放。2024年5月，该馆被重新评定为国家一级博物馆。

## 展馆
整个紀念館园区由抗美援朝纪念馆，抗美援朝纪念塔，全景画展，国防教育园组成。抗美援朝纪念馆设置有序厅、抗美援朝战争厅、抗美援朝运动厅、中朝友谊厅、中国人民志愿军英烈厅，纪念厅等展厅。抗美援朝紀念塔，塔高53米，象徵1953年朝鮮停戰協定簽字，抗美援朝战争結束。塔身正面有邓小平题写的“抗美援朝纪念塔”鎏金七字，背面刻有写于1993年的纪念碑碑文。紀念館的国防教育园区陳列有中國人民志願軍所用部分武器装备，及志願軍在戰鬥中繳獲的部分武器装备。

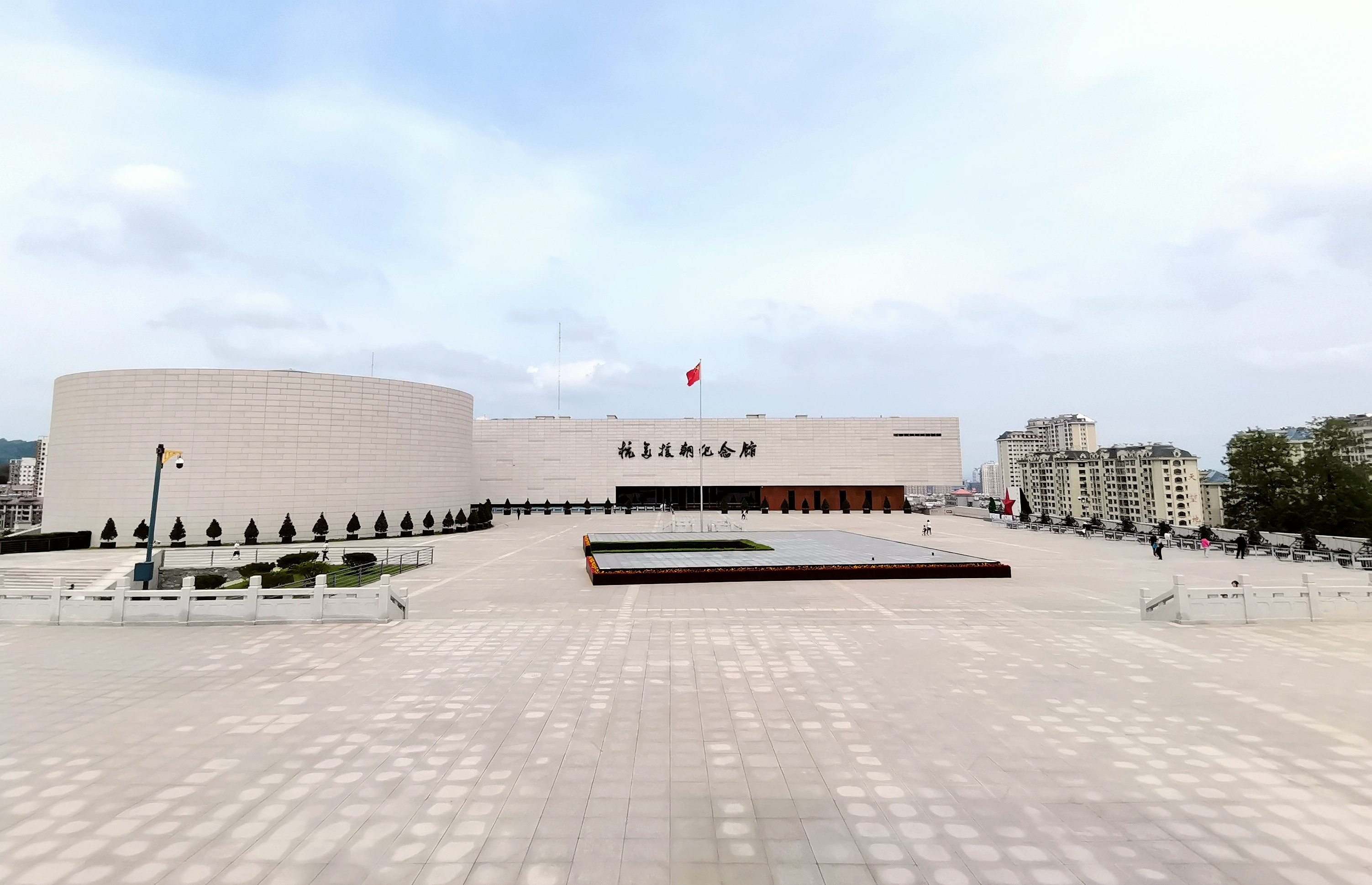
纪念馆全景
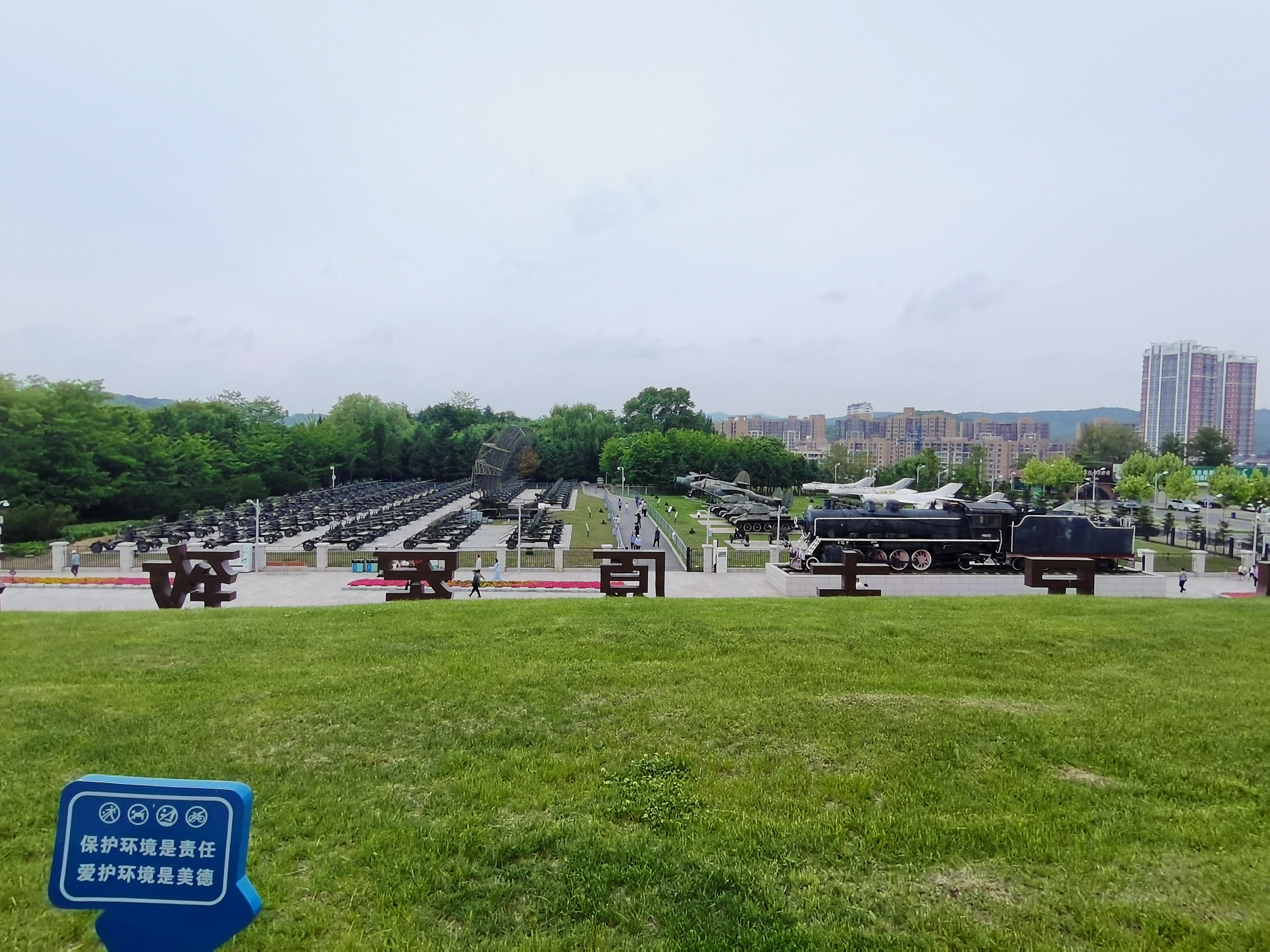
国防教育园区
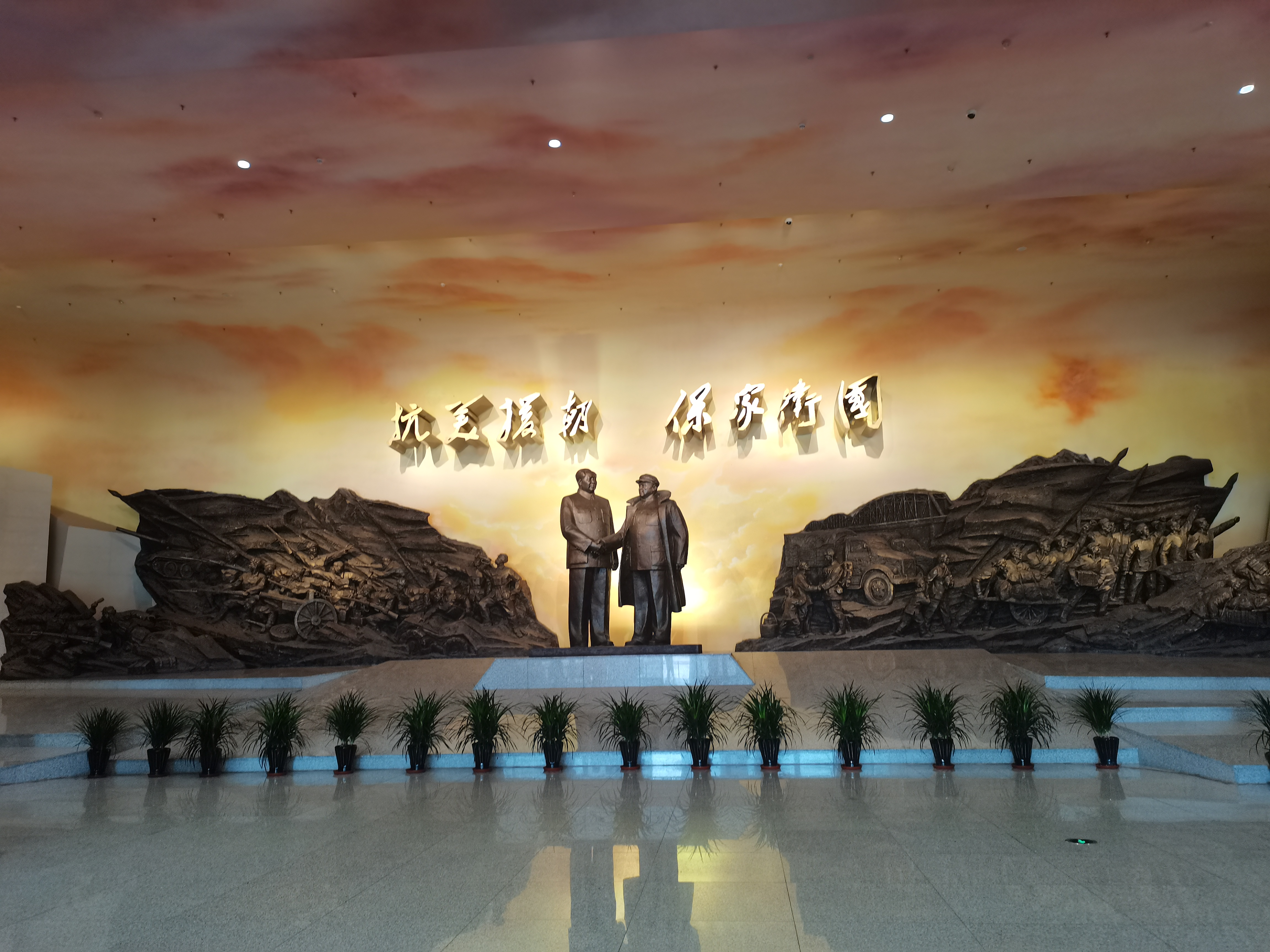
纪念馆内的雕塑
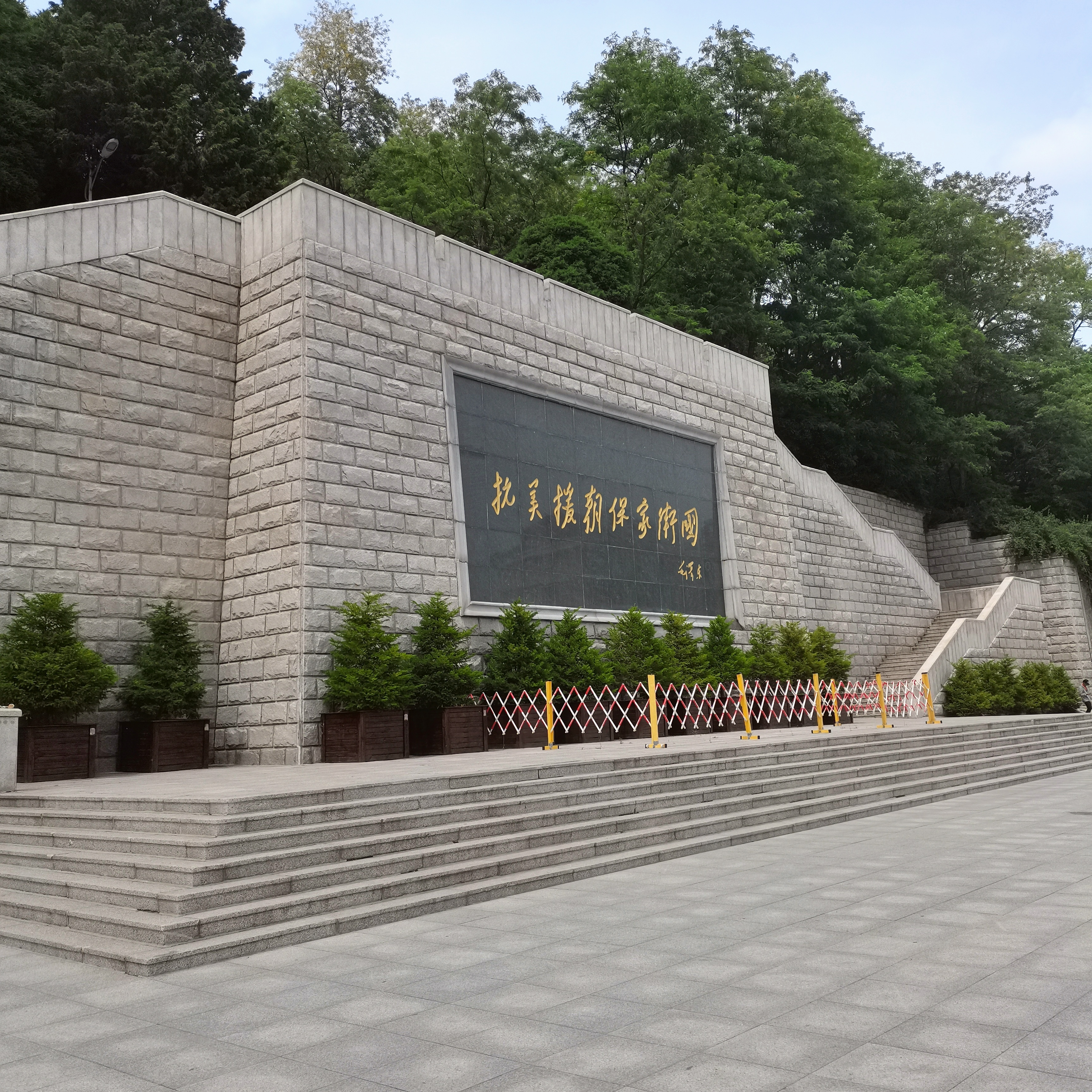
纪念馆外墙的毛泽东题字“抗美援朝保家卫国”
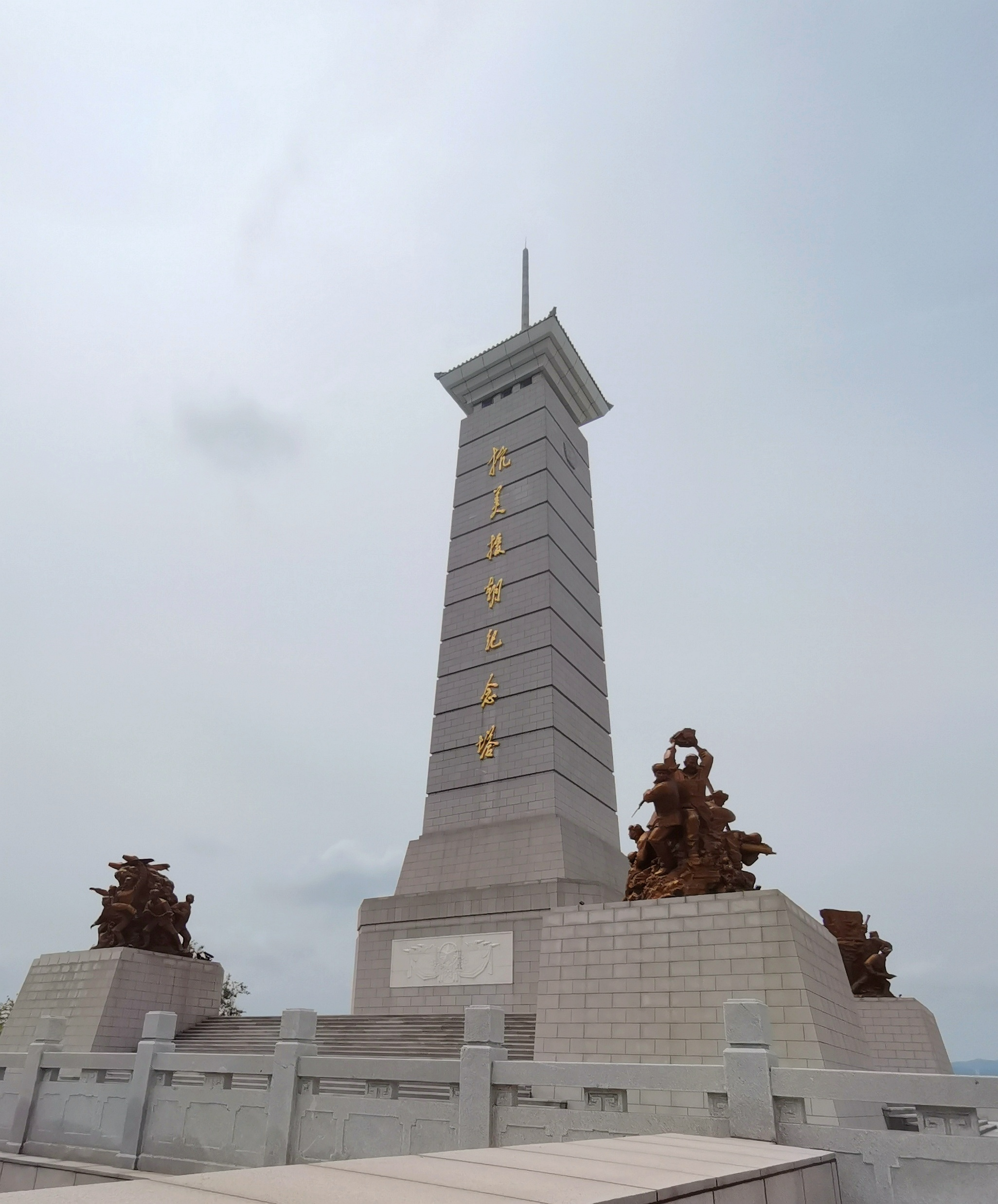
抗美援朝纪念碑

## 志愿军烈士名单
馆中收藏了完整的中國人民志愿军烈士名单，共183,108人。